# نمودار دیسک واحد

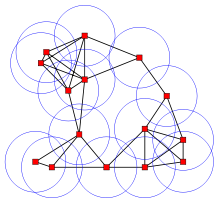

نمودار دیسک واحد در تئوری گراف هندسی، نمودار تقاطع خانواده ای از دیسک‌های واحد در صفحه اقلیدسی است؛ یعنی نموداری است با یک راس برای هر دیسک در خانواده و با یک یال بین دو راس هر زمان که رئوس مربوطه در فاصله واحدی از یکدیگر قرار گیرند. آنها معمولاً از یک فرایند نقطه پواسون تشکیل می‌شوند و آنها را به نمونه ای ساده از یک ساختار تصادفی تبدیل می‌کند.